# نجات ژنتیک
نجات ژنتیک (به انگلیسی: Genetic rescue)، به‌عنوان یک راهبرد برنامه‌ریزی‌شده برای بازگرداندن تنوع ژنتیک، و کاهش انقراض در جمعیت‌های کوچک، جداشده و اغلب هم‌خون طراحی شده‌است. این توجیه از طریق جابجایی نوعی «نجات جمعیتی» و مهاجرت، به جمعیت انواع می‌افزاید تا از انقراض احتمالی آن‌ها جلوگیری کند. نجات جمعیتی، ممکن است شبیه نجات ژنتیک باشد، زیرا هر دو تعداد جمعیت و یا تناسب سیستم جمعیتی را افزایش می‌دهند. این هم‌پوشانی معنا باعث شده‌است که برخی از پژوهشگران تعریف دقیق‌تری را برای هر نوع نجات در نظر بگیرند که «ارزیابی و مستندسازی ژنتیکی پیش و پس از انتقال» را شرح می‌دهد. هر نمونه‌ای از نجات ژنتیک به وضوح موفقیت‌آمیز نیست و تعریف کنونی نجات ژنتیک این امر را الزامی نمی‌کند که این فرآیند به یک نتیجه موفق منجر شود. برخلاف تعریف مبهم، نجات ژنتیک با موفقیت‌های دریافت‌شدهٔ بسیار، مثبت تلقی می‌شود.